# Gliese 412
Gliese 412 là một cặp sao có chung một chuyển động thích hợp trong không gian và được cho là tạo thành một hệ sao nhị phân. Cặp đôi có khoảng cách góc 31,4 ở góc vị trí 126,1 °. Chúng nằm cách Mặt trời 15,8 năm ánh sáng trong chòm sao Đại Hùng. Cả hai thành phần là sao lùn đỏ tương đối mờ.
Hai thành phần chính của hệ thống này có sự phân tách dự kiến là khoảng 152 AU và trục bán cầu quỹ đạo ước tính là 190 AU. Tiểu cầu có khoảng 48% khối lượng của Mặt trời, trong khi thứ cấp hai là 10%. Sơ cấp có vận tốc quay dự kiến tại xích đạo nhỏ hơn 3 km / s; thứ cấp có tốc độ quay 77±17   km / s.
Ngôi sao chính được theo dõi các biến thể vận tốc hướng tâm (RV) do một người bạn đồng hành có khối lượng của Sao Mộc sảy ra trong một quỹ đạo ngắn. Nó không hiển thị vượt quá đáng kể biến thể RV có thể được quy cho một hành tinh. Một tìm kiếm của hệ thống sử dụng giao thoa nằm kế đốm hồng ngoại gần cũng không thể phát hiện ra một người bạn đồng hành quay quanh ở khoảng cách 1-10 AU. Cũng không có sao lùn nâu nào được phát hiện quay quanh quỹ đạo trong hệ thống này.
Các thành phần vận tốc không gian của hệ thống này là U = 141, V = -7 và W = 7. Họ là thành viên của quần thể hào quang của dải ngân hà.